# Ricardo Giusti
Ricardo Giusti (11 de desembre de 1956) és un exfutbolista argentí.

## Selecció de l'Argentina
Va formar part de l'equip argentí a la Copa del Món de 1986.